# En Karmel
En Karmel (hebr. עין כרמל; pol. Wiosenny Karmel; oficjalna pisownia w ang. Ein Carmel) – kibuc położony w Samorządzie Regionu Chof ha-Karmel, w Dystrykcie Północnym, w Izraelu. Członek Ruchu Kibuców (Ha-Tenu’a ha-Kibbucit).

## Położenie
Kibuc En Karmel leży w północnej części równiny Szaron na południe od masywu górskiego Karmel, w otoczeniu moszawów Gewa Karmel, kibucu Newe Jam, oraz wioski Atlit.

## Historia
Kibuc został założony w 1947 roku przez członków kibucu Ramat Rahel. Podczas I wojny izraelsko-arabskiej izraelska armia przeprowadziła operację Szoter, podczas której w nocy z 24 na 25 lipca 1948 roku zniszczono i wysiedlono sąsiednią arabską wioskę Al-Mazar. Po wojnie jej grunty przejął kibuc En Karmel.

## Polityka
Kibuc jest siedzibą władz administracyjnych Samorządu Regionu Chof ha-Karmel.

## Kultura i Sport
W kibucu znajduje się szkoła podstawowa Carmelve Yam Regional School oraz ośrodek sportowy z basen pływackim. W południowej części kibucu znajdują się warsztaty artystyczne, w których realizują swoje projekty liczni artyści, rzeźbiarze i inni z całego świata. Znajdują się tutaj także liczne galerie sztuki.

## Gospodarka
Gospodarka kibucu opiera się na intensywnym rolnictwie, uprawach cytrusów i bananów, oraz hodowli drobiu. Firma Kal-Kar Ein Carmel specjalizuje się w produkcji różnorodnych opakowań, materiałów izolacyjnych dla potrzeb budownictwa, elementów budowlanych, części wyposażenia technologicznego oraz rozwiązań rolniczych.

## Transport
Na zachód od moszawu przebiega autostrada nr 2, brak jednak możliwości wjazdu na nią. Przy wschodniej granicy moszawu przebiega droga ekspresowa nr 4. Lokalna droga prowadząca na zachód prowadzi do kibucu Newe Jam oraz wioski Atlit.